# Чавоне (Новара)
Чавоне је насеље у Италији у округу Новара, региону Пијемонт.
Према процени из 2011. у насељу је живело 17 становника. Насеље се налази на надморској висини од 335 м.